# Cremastus chrysobothridis
Cremastus chrysobothridis là một loài tò vò trong họ Ichneumonidae.